# 244
| [ Edytuj tabelę ] |                                              |
| Władca Korei      | - 227 Tongch’ŏn 248                          |
| Papież            | - 236 Fabian 250                             |
| Król Persji       | - 241 Szapur I 272                           |
| Cesarz Rzymu      | - 238 Gordian III 244 - 244 Filip I Arab 249 |

Rok 244 / CCXLIV
stulecia: II wiek ~
III wiek ~
IV wiek

lata: 234 «
239 «
240 «
241 «
242 «
243 «
244
» 245
» 246
» 247
» 248
» 249
» 254

## Wydarzenia
- 11 lutego – Gordian III zginął podczas wyprawy wojennej w Persji.
- Filip I Arab został cesarzem rzymskim i zawarł pokój z Persją.
- Filozof Plotyn wykładał w Rzymie (do ≈270).
- Syryjskie królestwo Osroene zostało wcielone do Cesarstwa Rzymskiego.

## Urodzili się
- 22 grudnia – Dioklecjan, cesarz rzymski (zm. po 311).

## Zmarli
- 11 lutego – Gordian III, cesarz rzymski (ur. 225).